# Batalion „Parasol”

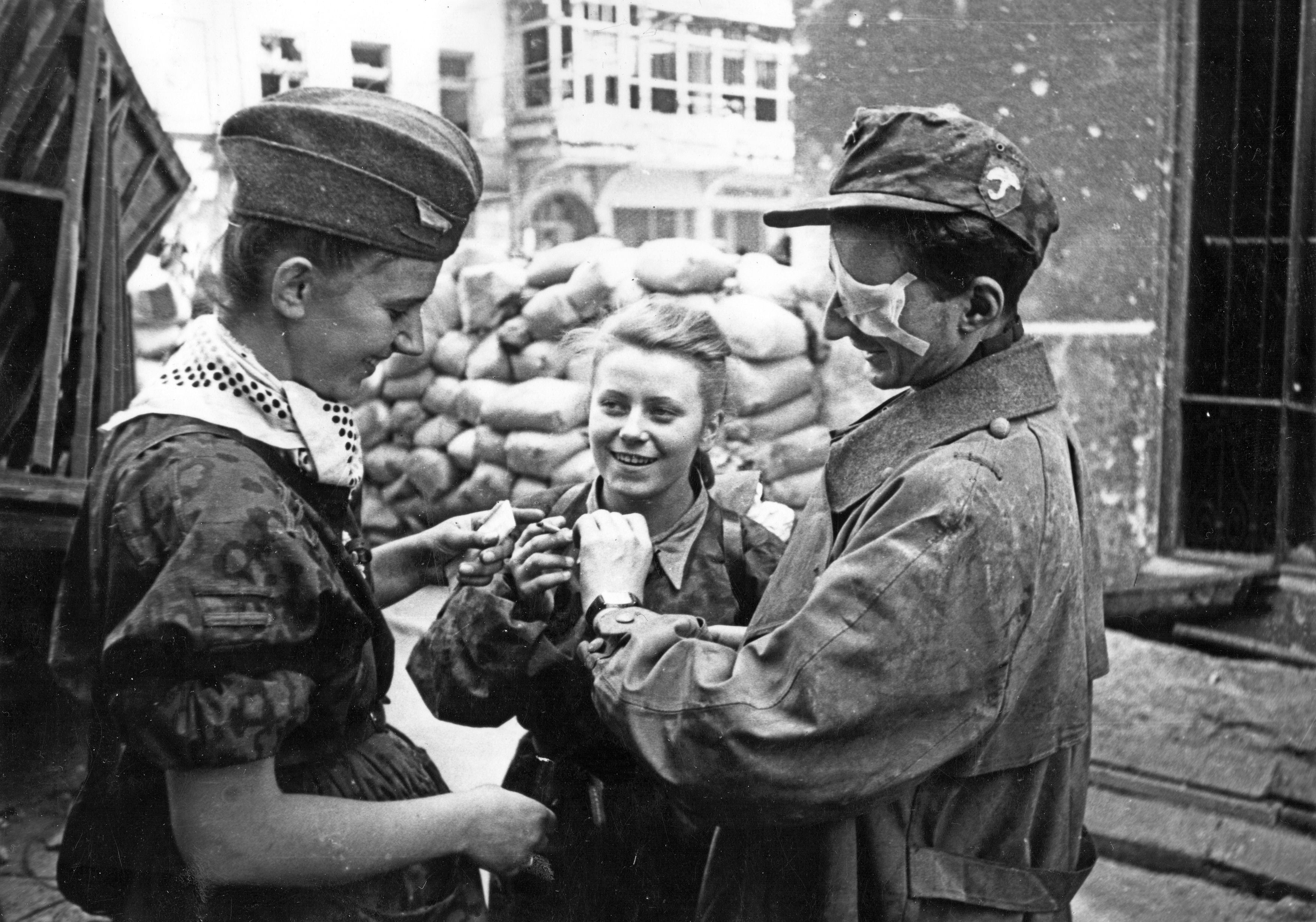
Żołnierze z batalionu „Parasol” po wyjściu z kanału na ul. Wareckiej (Śródmieście-Północ). Pośrodku stoi Maria Stypułkowska-Chojecka „Kama”. Po prawej Krzysztof Palester „Krzych”

Batalion „Parasol” – batalion Armii Krajowej, który był oddziałem do zadań specjalnych Kierownictwa Dywersji Komendy Głównej AK biorącym udział w powstaniu warszawskim. Składał się głównie z harcerzy Szarych Szeregów.

## Historia batalionu
Późną wiosną 1943 roku cichociemny kpt. Adam Borys „Pług” otrzymał rozkaz zorganizowania oddziału dywersyjnego. Zwrócił się do kierownictwa Szarych Szeregów z prośbą o przekazanie mu do dyspozycji 75 harcerzy. Na przełomie lipca i sierpnia (przyjmuje się datę 1 sierpnia) 1943 roku jednostkę utworzono. W wyniku reorganizacji Grup Szturmowych Szarych Szeregów oddział przejął zadania Organizacji Specjalnych Akcji Bojowych, czyli przede wszystkim wykonywanie wydawanych przez Polskie Państwo Podziemne rozkazów likwidacji niektórych osób zajmujących istotne stanowiska w niemieckich władzach okupacyjnych.
Pierwotnie oddział nosił kryptonim „Agat” (od Anty-Gestapo), a po 2 stycznia 1944 roku, kiedy to został aresztowany Tadeusz Kostrzewski „Niemira” (uczestnik prawie wszystkich akcji „Agatu”), zmieniono kryptonim oddziału na „Pegaz”, co było skrótem słów „przeciw Gestapo”. W wyniku kolejnej reorganizacji i aresztowania łączniczki w maju 1944 przyjęto nazwę „Parasol” (dowódcą pozostał awansowany do stopnia majora Adam Borys).
Pierwszy wyrok został wykonany 7 września 1943 roku na komendancie Pawiaka, Franzu Bürklu. Akcja zakończyła się pełnym powodzeniem.
24 września 1943 przeprowadzono kolejną udaną akcję likwidacyjną. Celem był SS-Hauptscharführer August Kretschmann, pracownik referatu IV A 3c i zarazem zastępca komendanta obozu karnego dla Polaków przy ul. Gęsiej (tzw. Gęsiówki), gdzie zasłynął z okrucieństwa i sadyzmu wobec więźniów. 
Do najważniejszych zadań bojowych przeprowadzonych przez żołnierzy Parasola zalicza się Akcję Kutschera (1 lutego 1944). Było to starannie zaplanowane przedsięwzięcie, mimo tego w trakcie realizacji zginęło czterech ludzi z batalionu: „Lot”, „Cichy”, „Sokół” i „Juno”.

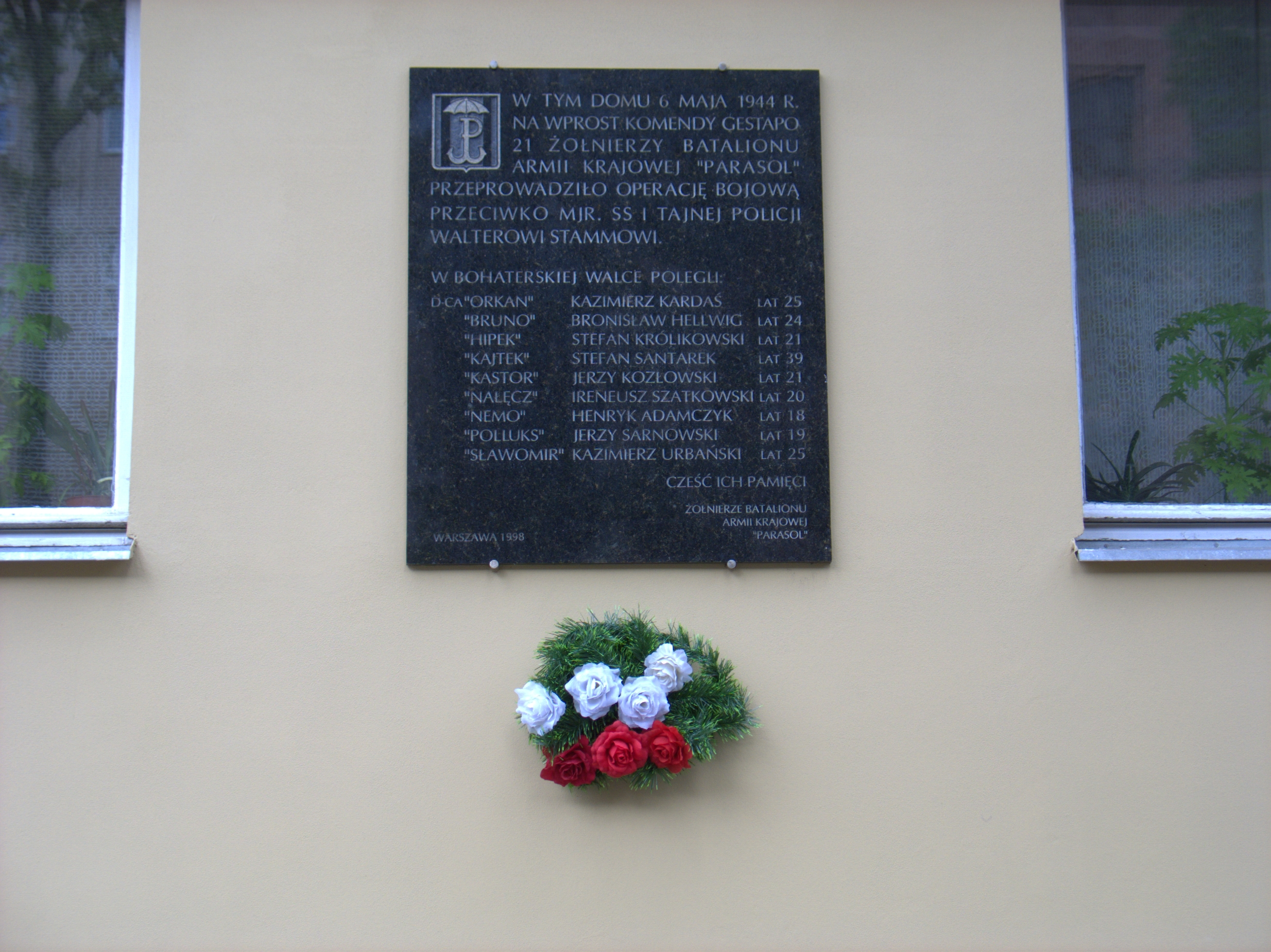
Tablica upamiętniająca żołnierzy batalionu, którzy wzięli udział w akcji Stamm

Podczas powstania warszawskiego batalion „Parasol” wszedł, obok batalionu „Zośka”, w skład zgrupowania Kedywu KG AK – „Radosław”. W momencie mobilizacji (1 sierpnia 1944) zadaniem Kedywu na Woli była osłona znajdującej się tam Komendy Głównej AK.
W chwili koncentracji batalion liczył 280 ludzi, z czego 172 ze składu konspiracyjnego i 50 ochotników, którzy napłynęli do oddziału w pierwszych godzinach powstania. 3 sierpnia 1944 stan batalionu powiększył się do 541 osób, by 8 sierpnia osiągnąć stan 574 żołnierzy, z czego 369 z konspiracyjnego składu. Łącznie z tego składu nie dołączyło 80 ludzi, którzy brali udział w walkach w ramach innych oddziałów AK.
Za walki w powstaniu warszawskim Naczelny Wódz odznaczył batalion Krzyżem Srebrnym Orderu Wojennego Virtuti Militari (OWVM klasy V).
Tradycje batalionu kontynuuje Zespół Bojowy C Jednostki Wojskowej Komandosów z Lublińca.

## Straty batalionu „Parasol” w powstaniu warszawskim

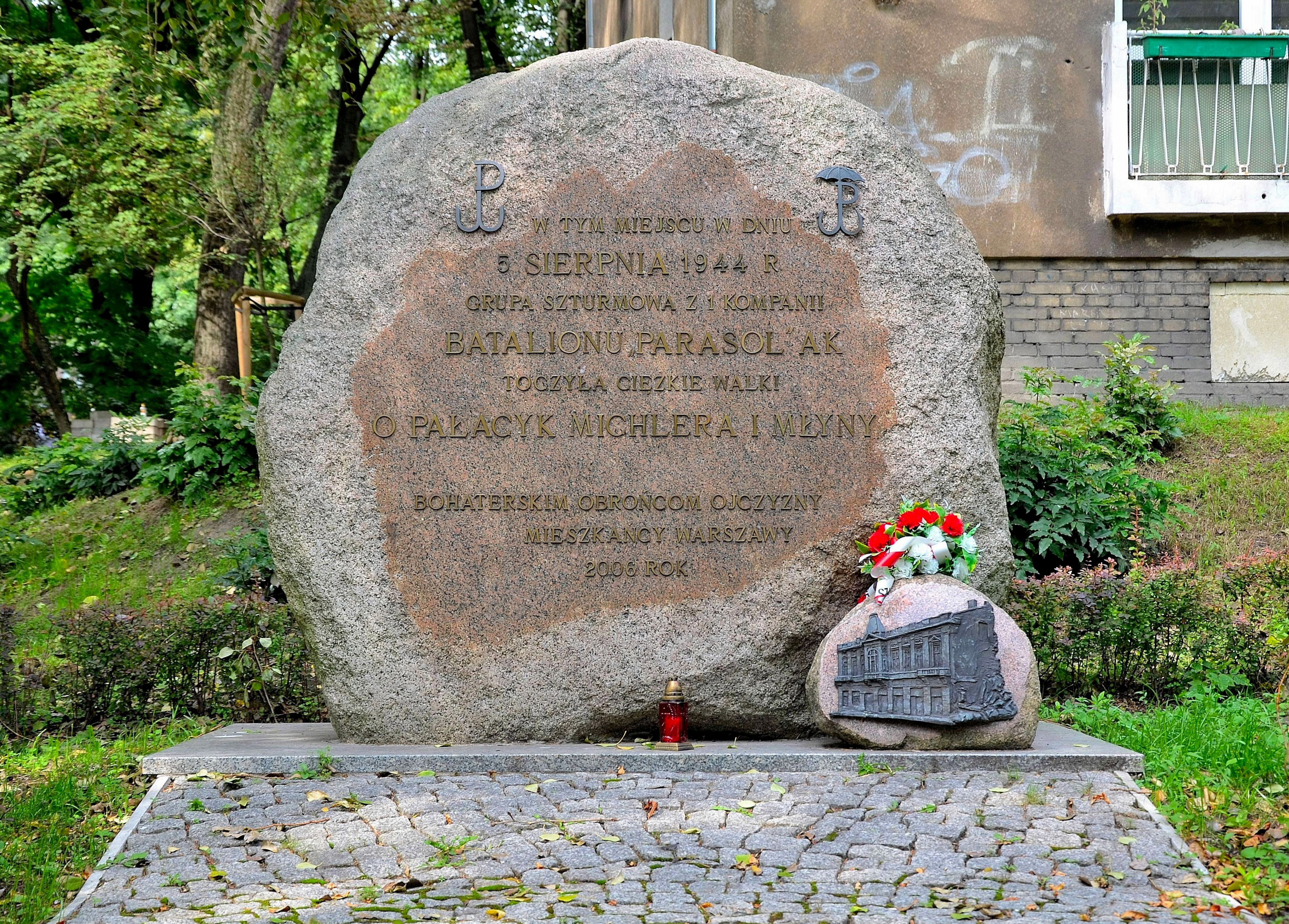
Kamień pamiątkowy przy ul. Wolskiej 40 w miejscu walk o pałacyk Michlera podczas powstania warszawskiego w sierpniu 1944

Zgodnie z obliczeniami Piotra Stachiewicza straty poniesione przez batalionu „Parasol” w powstaniu warszawskim przedstawiały się następująco:
| Dzielnica      | Polegli | Procent |
| -------------- | ------- | ------- |
| Wola           | 54      | 19,2    |
| Stare Miasto   | 118     | 41,8    |
| Czerniaków     | 91      | 32,3    |
| Mokotów        | 2       | 0,7     |
| inne dzielnice | 17      | 6,0     |
| Razem          | 282     | 100     |

## Upamiętnienie
- Na warszawskiej Woli oraz w Opolu (osiedlu AK) znajduje się ulica Batalionu AK „Parasol”
- Przy ul. Wolskiej 40 w Warszawie, w miejscu walk o pałacyk Michlera podczas powstania warszawskiego, ustawiono kamień pamiątkowy

## Instytucje i organizacje noszące imię batalionu „Parasol”
- Zespół Bojowy C Jednostki Wojskowej Komandosów z Lublińca
- Grupa Rekonstrukcji Historycznej Parasol
- Społeczne Liceum Ogólnokształcące i Gimnazjum nr 4 im. Batalionu AK Parasol w Warszawie (od 26 września 2007)
- Grupa rekonstrukcji militarnej Batalionu C Jednostki Wojskowej Komandosów z Lublińca pk. „R.A.T.S.” Wrocław (Zwiadowczo-Szturmowa Grupa Taktyczna)
- Liceum Ogólnokształcące w Trzebini im. Batalionu „Parasol” (od 10 listopada 2023)

Drużyny harcerskie
- Szczep 208 WDHiZ im. Batalionu „Parasol”
- 1 Dęblińska Drużyna Harcerzy „Parasol”
- 1 Drużyna Wędrowników im. Batalionu "Parasol"
- 1 Gorzowska Drużyna Harcerska „Parasol”
- 9 Drużyna Harcerska Gryf im. Batalionu „Parasol” ze Szczepańcowej
- 12 Szczecińska Drużyna Harcerska „Szeregi” im. Batalionu „Parasol”
- 13 Drużyna Harcerska im. Batalionu „Parasol” w Kobylnicy
- 13 Elbląska Drużyna Harcerska „Agat” im. Batalionu Parasol
- 13 Jeleniogórska Drużyna Harcerzy im. Batalionu „Parasol” Czarna 13
- 23 Drużyna Harcerska im. Batalionu "Parasol" w Poraju
- 25 Wrocławska Żeglarska Drużyna Harcerzy im. Harcerskiego Batalionu Szturmowego „Parasol”
- 27 Piotrkowska Drużyna Wędrownicza „Buki” im. Batalionu „Parasol”
- 30 Wejherowska Drużyna Harcerzy im. Harcerskiego Batalionu AK „Parasol”
- 31 Pabianicka Drużyna Harcerska im. Batalionu „Parasol”
- 32 Brwinowska Drużyna Harcerek „Blask” im. Dziewcząt z „Parasola”
- 32 Mazowiecka Drużyna Harcerzy „Orkan” im. Batalionu „Parasol”
- 32 Poznańska Drużyna Harcerska „Czarna Puszcza” im. Batalionu „Parasol”
- 37 Kaliska Drużyna Harcerska „Parasol”.
- 43 Lubelska Drużyna Harcerska „Parasol”
- 44 Błaszkowska Drużyna Harcerska „Parasol” im. pchor. Jerzego Bratka-Kozłowskiego ps. „Kastor”
- 55 Gdańska Drużyna Harcerzy im. Batalionu „Parasol”
- 63 Zgierska Środowiskowa Drużyna Harcerska im. Baonu „Parasol” (1989-2000)
- 64 Świnoujska Drużyna Harcerska im. Batalionów „Zośka” i „Parasol”
- 66 Elbląska Drużyna Harcerska „Cienie” im. Batalionu „Parasol”
- 100 Warszawska Drużyna Harcerek „Parasolki”
- 265 Warszawska Lotnicza Drużyna Harcerzy „Skrzydła” im. Batalionu „Parasol”
- 40 Bieruńska Harcerska Drużyna Spadochronowa im. Batalionu „Parasol”
- 5 Zabierzowski Szczep „Kolumbowie” im. Batalionu „Parasol”
- 43 Zgierska Drużyna Harcerzy Starszych „Parasol”
- 96 CKDH „Parasol” im. Tadeusza Zawadzkiego „Zośka”
- 7. Brzezińska Drużyna Harcerska „Parasol”

Inne jednostki
- MKS „Parasol Wrocław” – młodzieżowy klub piłkarski
- PPU „Parasol” Polish Unit – polska grupa airsoft (asg) w Sztokholmie (Szwecja)